# Dilkrath

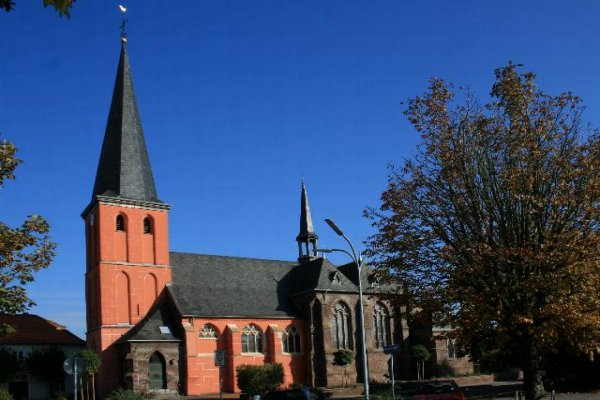
Sint-Gertrudiskerk

Dilkrath is een plaats in de gemeente Schwalmtal, Niederrhein. De plaats maakte vanouds onderdeel uit van Amern. Het aantal inwoners bedraagt ongeveer 1200.

## Bezienswaardigheden
- De Sint-Gertrudiskerk, gesticht in 1460. Dit bakstenen basilicale gebouw met voorgebouwde westtoren werd eind 19e eeuw gewijzigd in neogotische trant. In 1902 werd het transept en het koor gebouwd.
- Boisheimer Straße 61 is een café en woonhuis uit 1792.

## Natuur en landschap
Dilkrath ligt in een landbouwgebied op een hoogte van ongeveer 53 meter.

## Nabijgelegen kernen
Boisheim, Amern, Waldniel